# Адміністративний устрій Софіївського району
Адміністративний устрій Софіївського району — адміністративно-територіальний поділ Софіївського району Дніпропетровської області на 1 селищну, 2 сільські громади та 3 сільські ради, які об'єднують 81 населений пункт та підпорядковані Софіївській районній раді. Адміністративний центр — смт Софіївка.

## Список громадСофіївського району
- Девладівська сільська громада
- Жовтнева сільська громада
- Софіївська селищна громада

## Список радСофіївського району
| № | Назва                          | Центр             | Населені пункти | Площа км² | Місце за площею | Населення (2001), чол. | Місце за населенням |
| - | ------------------------------ | ----------------- | --- | --------- | --------------- | ---------------------- | ------------------- |
| 1 | Кам'янська сільська рада       | c. Кам'янка       | c. Кам'янка с. Вишневе с. Ізлучисте с. Новохортиця с. Олексіївка                                                                                       |           |                 |                        |                     |
| 2 | Новоюлівська сільська рада     | c. Новоюлівка     | c. Новоюлівка с. Авдотівка с. Новопетрівка с. Степове с. Трудолюбівка                                                                                  |           |                 |                        |                     |
| 3 | Ордо-Василівська сільська рада | c. Ордо-Василівка | c. Ордо-Василівка с. Володимирівка с. Зав'ялівка с. Кодак с. Мар'є-Костянтинівка с. Мар'ївка с. Мотина Балка с. Новомихайлівка с. Райполе с. Сергіївка |           |                 |                        |                     |